# Selüngkür
Selüngkür (kirg. Селүңкүр; ros. Сель-Ункур, Siel-Unkur) – jaskinia w Kirgistanie, w obwodzie batkeńskim, w pobliżu miejscowości Ajdarken.
Jaskinia ma głębokość 120 metrów i jest łatwo dostępna. Wejście ma 25 metrów wysokości i znajduje się w zboczu doliny, około 35 metrów nad poziomem rzeki Obiszir-saj. W 1982 pracowała tutaj ekspedycja archeologiczna, która odkryła ślady bytowania człowieka z czasów górnego paleolitu. Wydobyto wówczas około pięćset wyrobów krzemiennych i przeszło 2000 fragmentów kości zwierzęcych. Tutejsi mieszkańcy polowali m.in. na niedźwiedzia jaskiniowego, nosorożca, jelenia, tura, hienę jaskiniową, osła i inne, drobniejsze ssaki. Znalezione zostały również szczątki ludzi – być może są to najstarsze szczątki ludzkie znane z terenu Azji Środkowej.